# NHLPA Hockey '93
NHLPA Hockey '93 est un jeu vidéo de hockey sur glace sorti en 1992 sur Mega Drive. Le jeu a été développé par EA Sports et édité par Electronic Arts.

## Accueil
- Aktueller Software Markt : 11/12 (MD)[1]
- Video Games : 91 % (MD)[2]